# Conseiller départemental
En France, un conseiller départemental est une personne élue au suffrage universel direct pour faire partie d'un conseil départemental, l'assemblée délibérante d'un département. Avant l'acte III de la décentralisation (2013), existait le conseiller général,.
Chaque département (à l'exception notable de Paris), est découpé administrativement en cantons. Un binôme paritaire de conseillers départementaux est élu dans chaque canton, au cours d'un scrutin binominal majoritaire, pour un mandat de six ans.

## Historique
La loi du 22 décembre 1789 prescrit la création dans chaque département d'une assemblée composée de 36 membres élus : le conseil de département. Supprimé par la loi du 14 frimaire an II (4 décembre 1793), il est rétabli sous le nom de conseil général de département par la loi du 28 pluviôse an VIII (17 février 1800). Le conseiller général est alors nommé par le gouvernement. Ce n'est qu'en 1833 que les conseillers généraux sont élus, au suffrage censitaire. L'élection au suffrage universel n'est instituée qu'après la loi du 3 juillet 1848.
C’est sous la IIe République qu’est adopté le principe selon lequel « il sera élu un membre du conseil général dans chaque canton ». Jusqu'aux élections cantonales de 2011, les conseillers généraux sont élus au scrutin uninominal majoritaire à deux tours, la moitié des conseillers généraux de chaque département étant renouvelée tous les trois ans.
À partir de 2008, les conseillers généraux sont élus avec des suppléants de sexe opposé. Clara Dewaele, conseillère générale du canton de Morteaux-Coulibœuf (Calvados), est la première suppléante à remplacer un conseiller dans ce cadre, à la suite du décès de Gilles Bennehard, le 18 juillet 2008. Elle est alors, dans le même temps, la plus jeune conseillère générale de France (21 ans).
Le conseiller général devient, en 2015, conseiller départemental.

## Rôle et responsabilités
L'ensemble des conseillers départementaux élus dans un département forme le conseil départemental, assemblée délibérante du département dont l'exécutif est confié au président du conseil départemental, assisté de la commission permanente.

## Rémunération et avantages

### Conseiller départemental
Les rémunérations des conseillers départementaux sont financés à hauteur de 120 millions d'euros par les Français via les impôts collectés par l'État, cette rémunération varie selon la situation.
Son barème se compose ainsi :
Département de moins de 250 000 habitants : 1 555,76 € bruts par mois (1 858,67 € bruts par mois s'il est membre de la commission permanente.)
Département de 250 000 à 500 000 habitants : 1 944,70 € bruts par mois (2 139,17 € bruts par mois s'il est membre de la commission permanente.)
Département de 500 000 à 1 million d'habitants : 2 333,64 € bruts par mois (2 567 € bruts par mois s'il est membre de la commission permanente.)
Département de 1 à 1,25 million d'habitants : 2 528,11 € bruts par mois (2 780,92 € bruts par mois s'il est membre de la commission permanente.)
Département de plus de 1,25 million d'habitants : 2 722,58 € bruts par mois (2 994,84 € bruts par mois pour un membre de la commission permanente.)

### Présidence du conseil départemental
5 612,45 € bruts par mois, quelle que soit la taille du département. Soit 67 349,40 € bruts par an.

### Vice-président de conseil départemental
de 2 178 € à 3 812 € bruts par mois.
 
Selon la taille du département : 

2 178,06 € pour ceux de moins de 250 000 habitants,

2 722,58 € pour ceux de 250 000 à 500 000 habitants,

3 267,10 € pour ceux de 500 000 à 1 million d'habitants,

3 539,35 € pour ceux de 1 à 1,25 million d'habitants,

3 811,61 € pour ceux de plus de 1,25 million d'habitants.
Avantages : Dans certains départements, le président du conseil départemental peut bénéficier de la jouissance d'un logement de fonction. La plupart des présidents et vice-présidents peuvent aussi disposer d'un véhicule de fonction.

## Élection
Depuis les élections de 2015, les conseillers départementaux sont élus au scrutin binominal majoritaire, dans le cadre d'un ticket paritaire (femme-homme). L'ensemble du conseil est renouvelé tous les six ans, le renouvellement devant se dérouler en même temps que les élections régionales. Cependant, cela n'a pas été le cas en 2015, les élections régionales ayant été repoussées de mars à décembre en raison de la mise en place d'un redécoupage des régions.
Dans le cas d'une élection partielle (à la suite d'un décès, d'une démission, etc.), le mandat du nouveau binôme élu court seulement jusqu'à la date normale de fin de mandat de leurs prédécesseurs, de manière à ne pas modifier le calendrier de renouvellement du conseil départemental.

## Particularités
Il n'y a pas de conseillers départementaux à Paris, qui est à la fois une commune et un département géré par le conseil de Paris.
La métropole de Lyon, qui exerce notamment les compétences d'un département, est une collectivité territoriale à statut particulier administrée par un conseil de la métropole.
La Martinique et la Guyane conservent leurs conseils généraux jusqu'en décembre 2015. Le 1er janvier 2016, leurs conseils généraux et régionaux respectifs sont fusionnés en une assemblée unique.
Depuis la création de la Collectivité de Corse au 1er janvier 2018, il n'y a plus de conseillers départementaux en Corse-du-Sud et en Haute-Corse, l'Assemblée de Corse reprenant les attributions des assemblées départementales.
Depuis le 1er janvier 2021, le conseil départemental du Haut-Rhin et le conseil départemental du Bas-Rhin, ont été remplacés par le conseil départemental d'Alsace, à la suite de la création de la collectivité européenne d'Alsace. Les membres des conseils départementaux du Haut-Rhin et du Bas-Rhin ont conservé leur mandat au sein du nouveau conseil départemental d'Alsace.

## Records
| Nom du conseiller                   | Durée des mandats | Début du mandat | Fin du mandat | Canton                                                        | Département          | Notes                     |
| ----------------------------------- | ----------------- | --------------- | ------------- | ------------------------------------------------------------- | -------------------- | ------------------------- |
| Maurice Viollette                   | 56 ans            | 1904            | 1960          | Dreux-Est                                                     | Eure-et-Loir         | Décédé en cours de mandat |
| Nicolas Alfonsi                     | 53 ans            | 1962            | 2015          | Piana puis Deux-Sevi                                          | Corse-du-Sud         |                           |
| Christian Poncelet                  | 52 ans            | 1963            | 2015          | Remiremont                                                    | Vosges               |                           |
| Louis-Marie Marquis de Quatrebarbes | 51 ans            | 1879            | 1930          | Bierné                                                        | Mayenne              | Décédé en cours de mandat |
| Georges de Riquet Duc de Caraman    | 51 ans            | 1880            | 1931          | Limours                                                       | Essonne              | Décédé en cours de mandat |
| Roland Renard                       | 49 ans            | 1966            | 2015          | Saint-Simon                                                   | Aisne                |                           |
| Francis Girault                     | 48 ans            | 1973            | 2021          | Saint-Georges-lès-Baillargeaux puis Jaunay-Clan               | Vienne               |                           |
| Pierre Izard                        | 48 ans            | 1967            | 2015          | Villefranche-de-Lauragais                                     | Haute-Garonne        |                           |
| Albert Denvers                      | 48 ans            | 1937            | 1985          | Gravelines                                                    | Nord                 |                           |
| Philippe Madrelle                   | 47 ans            | 1968            | 2015          | Carbon-Blanc                                                  | Gironde              |                           |
| Noël Sarrola                        | 47 ans            | 1956            | 2007          | Sarrola-Carcopino (1956-1973) puis Celavo-Mezzana (1977-2007) | Corse-du-Sud         | Démissionnaire            |
| Adrien Gaudin de Villaine           | 47 ans            | 1883            | 1930          | Mortain                                                       | Manche               | Décédé en cours de mandat |
| François Giacobbi                   | 46 ans            | 1951            | 1997          | Venaco                                                        | Haute-Corse          | Décédé en cours de mandat |
| Jean-Louis Masson                   | 45 ans            | 1976            | 2021          | Vigy puis Pays messin                                         | Moselle              |                           |
| Andrée Oger                         | 45 ans            | 1976            | 2021          | Saint-André-de-l'Eure                                         | Eure                 |                           |
| Guillaume de Courson                | 45 ans            | 1949            | 1994          | Le Theil                                                      | Orne                 | Démissionnaire            |
| Michel Moreigne                     | 44 ans            | 1967            | 2011          | Bellegarde-en-Marche                                          | Creuse               |                           |
| Michel d'Aillières                  | 44 ans            | 1957            | 2001          | La Fresnaye-sur-Chédouet                                      | Sarthe               |                           |
| Françoise Laurent-Perrigot          | 43 ans            | 1981            | en cours      | Lédignan puis Quissac                                         | Gard                 | en cours → 2028           |
| Gérard Haesebroeck                  | 43 ans            | 1961            | 2004          | Armentières                                                   | Nord                 |                           |
| Yves de Kervéguen                   | 43 ans            | 1958            | 2001          | Marines puis Vigny                                            | Val-d'Oise           |                           |
| Léon Eeckhoutte                     | 43 ans            | 1951            | 1994          | Villemur-sur-Tarn                                             | Haute-Garonne        |                           |
| France Lechenault                   | 43 ans            | 1945            | 1988          | Chagny                                                        | Saône-et-Loire       |                           |
| René Monory                         | 43 ans            | 1961            | 2004          | Loudun                                                        | Vienne               |                           |
| Jean-Jacques Lasserre               | 42 ans            | 1982            | en cours      | Bidache puis Pays de Bidache, Amikuze et Ostibarre            | Pyrénées-Atlantiques | en cours → 2028           |
| Dominique Bousquet                  | 42 ans            | 1982            | en cours      | Thenon puis Haut-Périgord Noir                                | Dordogne             | en cours → 2028           |
| Gérard Mayaud                       | 42 ans            | 1982            | en cours      | Saint-Benoît-du-Sault puis Saint-Gaultier                     | Indre                | en cours → 2028           |
| Alain Fouché                        | 42 ans            | 1979            | 2021          | Chauvigny                                                     | Vienne               |                           |
| Jean-Louis Tourenne                 | 42 ans            | 1973            | 2015          | Hédé                                                          | Ille-et-Vilaine      |                           |
| Charles Josselin                    | 42 ans            | 1973            | 2015          | Ploubalay                                                     | Côtes-d'Armor        |                           |
| Paul Estève                         | 42 ans            | 1973            | 2015          | Saint-Paul-de-Fenouillet                                      | Pyrénées-Orientales  |                           |
| Auguste Picollet                    | 41 ans            | 1982            | 2023          | Aime puis Bourg-Saint-Maurice                                 | Savoie               | Démissionnaire            |
| Yves Peltier                        | 41 ans            | 1979            | 2020          | Charny-sur-Meuse puis Belleville-sur-Meuse                    | Meuse                | Décédé en cours de mandat |
| Alain Vasselle                      | 41 ans            | 1974            | 2015          | Froissy                                                       | Oise                 |                           |
| Bertrand Denis                      | 41 ans            | 1945            | 1986          | Mayenne-Ouest                                                 | Mayenne              | Décédé en cours de mandat |
| Albert Vecten                       | 40 ans            | 1964            | 2004          | Ville-en-Tardenois                                            | Marne                |                           |
| Michel Doublet                      | 40 ans            | 1982            | 2022          | Saint-Porchaire                                               | Charente-Maritime    | Décédé en cours de mandat |